# Шепітська сільська рада (Косівський район)
| Шепітська сільська рада — колишній орган місцевого самоврядування у Косівському районі Івано-Франківської області з адміністративним центром у с. Шепіт. Історична дата утворення: в 1941 році. Водоймища на території, підпорядкованій даній раді: річка Пістинька. Сільській раді підпорядковані населені пункти: - с. Шепіт |

## Склад ради
Рада складається з 20 депутатів та голови.

### Керівний склад ради
| ПІБ                      | Основні відомості                                            | Дата обрання | Дата звільнення |
| ------------------------ | ------------------------------------------------------------ | ------------ | --------------- |
| Ткачук Галина Віталіївна | Сільський голова, 1957 року народження, освіта, позапартійна | 26.03.2006   | 31.10.2010      |
| Ткачук Галина Віталіївна | Сільський голова, 1957 року народження, освіта, позапартійна | 31.10.2010   |                 |

Примітка: таблиця складена за даними джерела